# Лудия Макс: Пътят на яростта
„Лудия Макс: Пътят на яростта“ (на английски: Mad Max: Fury Road) е австралийско-американски филм от 2015 година научнофантастичен екшън на режисьора Джордж Милър по негов сценарий в съавторство с Брендън Маккарти и Нико Латурис.
Филмът е част от поредицата за Лудия Макс, включваща три други филма от 70-те и 80-те години на XX век. Действието се развива в постапокалиптичен пустинен свят, като Лудия Макс помага на жена, преследвана от водача на религиозна секта. Главните роли се изпълняват от Том Харди, Шарлиз Терон, Никълъс Холт, Хю Кийс-Бърн.

## Сюжет
Макс Рокатански, оцелял, преследван от спомени за всички хора, които не е успял да защити, е заловен и отведен в цитаделата на безсмъртния военачалник Джо. Там Макс е затворен и използван като „торба с кръв“ за Нукс, болно момче от войната. Междувременно Император Фуриоза, един от лейтенантите на Джо, е изпратен в бронираната "Военна платформа", за да търгува продукция срещу бензин и амуниции с двама от съюзниците на Джо, Фермерът с куршуми и Ядът на хора. Когато Джо осъзнава, че петте му съпруги бягат в Рига, той повежда армията си в преследване на Фуриоза, призовавайки на помощ Газ Таун и Булет Фарм.
Нукс се присъединява към преследването с Макс, завързан за колата му, и започва битка за преследване. След като навлиза в територията на врага и се отблъсква от банда, наречена Buzzards, Furiosa навлиза в пясъчна буря и губи всичките си преследвачи, с изключение на Nux, който се опитва да се пожертва, за да взриви Рига. Макс се освобождава и задържа Нукс, а Фуриоза унищожава колата им.
След пясъчната буря Макс открива Фуриоса да поправя платформата, придружена от съпругите на Джо: Тост, Кейбъл, Даг, Чидо и Анхарад, последната от които е бременна в тежка бременност с детето на Джо. Макс се бие и покорява Фуриоса, след което се опитва да открадне платформата, но не знае кода за заобикаляне на превключвателите за убийство, така че неохотно се присъединява към Фуриоса и съпругите. Nux се качва на борда на платформата, докато тя тръгва, и се опитва да убие Furiosa, но е овладян и изхвърлен, а армията на Joe го вдига, когато минават.
Фуриоза кара през каньон, контролиран от банда велосипедисти, след като са уредили да разменят гориво за безопасното си преминаване, но бандата се обръща срещу нея, когато забелязват приближаваща армия, принуждавайки я да избяга. Мотористите детонират стените на каньона, за да блокират Джо и след това преследват платформата, докато Макс и Фуриоза ги отблъскват. Джо преминава през блокадата с чудовищен камион и настига платформата, позволявайки на Нукс да се качи и да атакува Фуриоса отново, но той се спъва, преди да стигне до кабината. Докато помага на Макс, Анхарад пада от платформата и е прегазен смъртоносно от Джо, който временно спира преследването му.
Capable открива Nux скрит в Rig и го утешава, докато той оплаква своя провал. След свечеряване Фуриоса и Макс забавят силите на Джо с мини, поставени в блатиста местност, но съюзникът на Джо, Фермерът с куршуми, продължава преследването. Съоръжението засяда в калта и Нукс излиза от скривалището, за да помогне за освобождаването му, присъединявайки се към екипажа. Фуриоза ослепява приближаващия Bullet Farmer, а Макс се изправя срещу него и се връща с оръжия и боеприпаси.
На сутринта Фуриоза обяснява на Макс, че „Зеленото място“, към което бягат, е идилична земя, която тя помни от детството си. Тя разпознава позната забележителност и извиква своята история и принадлежност към клан на жена отгоре. Жената призовава своя изцяло женски клан, Вувалини, които разпознават Фуриоса като една от тях, която е била отвлечена като дете. Фуриоса е съсипана да научи, че блатото от предишната нощ е било Зеленото място, което сега е необитаемо и са останали само седем Вувалини. Групата започва да язди през огромна солна равнина, надявайки се да намери нов дом, докато Макс си тръгва.
След като вижда видение за дете, което не успява да спаси, [17][18] Макс го настига и убеждава останалите да се върнат по пътя, по който са дошли, тъй като в солената равнина няма нищо, предлагайки вместо това да се върнат и да превземат незащитената Цитадела , който има достатъчно вода и култури. Те срещат силите на Джо и влизат в битка. Пет Вувалини са убити, а Тост е заловен. Докато наближават каньона, Джо застава пред платформата, за да я забави. Докато Макс се бие с големия възрастен син на Джо, Риктус Еректус, Фуриоза, макар и сериозно ранена, се качва на камиона на Джо, за да спаси Тост и двамата обединяват силите си, което позволява на Фуриоза да убие Джо. Оцелелите булки и Вувалини преминават към превозното средство на Джо, а Нукс се жертва, като разбива съоръжението, за да блокира каньона, убивайки Риктус. Макс прелива кръвта си на Фуриоза, спасявайки нейния живот.
Обратно в Цитаделата, хората се радват, когато научават за смъртта на Джо. Докато спътниците на Макс са издигнати до скалната крепост на Джо, Макс разменя поглед с Фуриоса, преди да изчезне в тълпата.

## Награди и номинации
| Категория                                    | Номиниран(и)                                  | Резултат                    |
| Оскар (28 февруари 2016 г.)                  | Оскар (28 февруари 2016 г.)                   | Оскар (28 февруари 2016 г.) |
| -------------------------------------------- | --------------------------------------------- | --------------------------- |
| Най-добри декори                             | Най-добри декори                              | награда                     |
| Най-добри костюми                            | Най-добри костюми                             | награда                     |
| Най-добър звук                               | Най-добър звук                                | награда                     |
| Най-добър звуков монтаж                      | Най-добър звуков монтаж                       | награда                     |
| Най-добър грим и прически                    | Най-добър грим и прически                     | награда                     |
| Най-добър филмов монтаж                      | Маргарет Сиксъл                               | награда                     |
| Най-добър филм                               | Най-добър филм                                | номинация                   |
| Най-добри визуални ефекти                    | Най-добри визуални ефекти                     | номинация                   |
| Най-добър режисьор                           | Джордж Милър                                  | номинация                   |
| Най-добра кинематография                     | Джон Сийл                                     | номинация                   |
| Награда на БАФТА (14 февруари 2016 г.)       |                                               |                             |
| Най-добри декори                             | Най-добри декори                              | награда                     |
| Най-добри костюми                            | Най-добри костюми                             | награда                     |
| Най-добър грим и прически                    | Най-добър грим и прически                     | награда                     |
| Най-добър филмов монтаж                      | Маргарет Сиксъл                               | награда                     |
| Най-добър звук                               | Най-добър звук                                | номинация                   |
| Най-добри визуални ефекти                    | Най-добри визуални ефекти                     | номинация                   |
| Най-добра кинематография                     | Джон Сийл                                     | номинация                   |
| Златен глобус (10 януари 2016 г.)            |                                               |                             |
| Най-добър филм – драма                       | Най-добър филм – драма                        | номинация                   |
| Най-добър режисьор                           | Джордж Милър                                  | номинация                   |
| Сателит (21 февруари 2016 г.)                |                                               |                             |
| Най-добра кинематография                     | Джон Сийл                                     | награда                     |
| Най-добри декори                             | Най-добри декори                              | номинация                   |
| Най-добри визуални ефекти                    | Най-добри визуални ефекти                     | номинация                   |
| Най-добър звук                               | Най-добър звук                                | номинация                   |
| Хюго (20 август 2016 г.)                     |                                               |                             |
| Най-добро сценично представяне (дълга форма) | Най-добро сценично представяне (дълга форма)  | TBD                         |
| Бредбъри (14 май 2016 г.)                    |                                               |                             |
|                                              | Джордж Милър, Брендън Маккарти и Нико Латурис | награда                     |
| Сатурн (22 юни 2016 г.)                      |                                               |                             |
| Най-добър научнофантастичен филм             | Най-добър научнофантастичен филм              | TBD                         |
| Най-добри декори                             | Най-добри декори                              | TBD                         |
| Най-добър грим                               | Най-добър грим                                | TBD                         |
| Най-добри специални ефекти                   | Най-добри специални ефекти                    | TBD                         |
| Най-добър режисьор                           | Джордж Милър                                  | TBD                         |
| Най-добър сценарий                           | Джордж Милър, Брендън Маккарти и Нико Латурис | TBD                         |
| Най-добър монтаж                             | Маргарет Сиксъл                               | TBD                         |
| Най-добра музика                             | Джънки Екс Ел                                 | TBD                         |
| Най-добра актриса                            | Шарлиз Терон                                  | TBD                         |
| Емпайър (20 март 2016 г.)                    |                                               |                             |
| Най-добър саундтрак                          | Най-добър саундтрак                           | награда                     |
| Най-добри декори                             | Най-добри декори                              | награда                     |
| Най-добри костюми                            | Най-добри костюми                             | награда                     |
| Най-добър грим и прически                    | Най-добър грим и прически                     | награда                     |
| Най-добър филм                               | Най-добър филм                                | номинация                   |
| Най-добър научнофантастичен или фентъзи филм | Най-добър научнофантастичен или фентъзи филм  | номинация                   |
| Най-добри визуални ефекти                    | Най-добри визуални ефекти                     | номинация                   |
| Най-добър режисьор                           | Джордж Милър                                  | номинация                   |
| Най-добър актьор                             | Том Харди                                     | номинация                   |
| Най-добра актриса                            | Шарлиз Терон                                  | номинация                   |